# Comté de Cuballing
Le Comté de Cuballing est une zone d'administration locale au sud-est de l'Australie-Occidentale en Australie. Le comté est situé à 20 kilomètres au nord de la ville de Narrogin et à environ 175 kilomètres au sud-est de Perth, la capitale de l'État.
Le centre administratif du comté est la ville de Cuballing.
Le comté est divisé en un certain nombre de localités :
- Cuballing
- Contine
- Popanyinning
- Yornaning

Le comté a 7 conseillers locaux et est divisé en 2 circonscriptions.
L'économie du comté est basée sur l'agriculture : cultures céréalières, élevage de moutons et de porcs.